# Сокольная
Сокольная — деревня в Нюксенском районе Вологодской области.
Входит в состав Востровского сельского поселения, с точки зрения административно-территориального деления — в Востровский сельсовет.
Расстояние по автодороге до районного центра Нюксеницы — 96 км, до центра муниципального образования Вострого — 27 км. Ближайшие населённые пункты — Борщовик, Пустынь, Ягрыш.
По данным переписи в 2002 году постоянного населения не было.